# Дунин-Борковский, Александер Лешек
Ле́шек Ферди́нанд граф Ду́нин-Борко́вский (пол. Leszek Dunin-Borkowski, 11 января 1811, село Городок — 30 ноября 1896, Львов) — польский писатель и политический деятель.

## Биография
Александер Лешек Дунин-Борковский родился 11 января 1811 года в селе Городок.

Фамильный герб Дуниных-Борковских

Участник польского восстания 1830—1831 годов. Автор цикла сатирических фельетонов «Parafiańszczyzna» (1843—1844, 2 тома), где осуждает высшие слои галицийского общества. Другие его произведения: «Kozak», «Orły z Herburtów» (1838), «Niepowieści i nierozprawy» (1846), «Cymbalada» (1845, 1848) и др.
Во время весны народов в 1848 году — один из руководителей Львовского Комитета Народового, редактор адреса императору Фердинанду I, в котором были изложены требования поляков.
Депутат (1861—1872) Галицкого сейма. Инициатор создания и президент (1867—1884) Краковского общества поощрения художеств.
Вошёл в историю польско-украинских и польско-русских отношений своим афоризмом (1861): «Niema Rusi — jest Moskwa i Polska!».
Этот афоризм лаконично выразил взгляды той (весьма значительной) части европейской и в особенности польской интеллигеции, которая «принимала как нечто твёрдо установленное» теорию Франциска Духинского (1816—1893), и разделяла его взгляды о необходимости единства «арийских» Польши и Руси (Украины) против «туранской» Москвы (России).